# عبدالسلام الغریسی
عبدالسلام الغریسی (انگلیسی: Abdeslam Laghrissi؛ زادهٔ ۵ ژانویهٔ ۱۹۶۲) بازیکن سابق فوتبال اهل مراکش بوده است.
وی از سال ۱۹۸۳ تا ۱۹۹۵ در تیم ملی فوتبال مراکش بازی انجام داده است و عضو این تیم در جام جهانی فوتبال ۱۹۹۴ بوده است.